# Marcel Renouf
Marcel Renouf (ur. 28 października 1953 roku w Fermanville) – polityk francuski.
Od 19 stycznia 2015 roku pełni urząd prefekta i najwyższego administratora (reprezentanta prezydenta Francji) we wspólnocie zamorskiej: Wallis i Futuna.